# Tourbe
Die Tourbe ist ein Fluss in Frankreich, der im Département Marne in der Region Grand Est verläuft. Sie entspringt im Ortsgebiet von Somme-Tourbe, entwässert generell in nordöstlicher Richtung und mündet nach rund 21 Kilometern im Gemeindegebiet von Servon-Melzicourt  als linker Nebenfluss in die Aisne.
Unterhalb von Ville-sur-Tourbe wird ein Teil ihrer Wasserführung in den parallel verlaufenden Canal de la Tourbe abgezweigt.

## Orte am Fluss
- Somme-Tourbe
- Saint-Jean-sur-Tourbe
- Laval-sur-Tourbe
- Minaucourt-le-Mesnil-lès-Hurlus
- Ville-sur-Tourbe